# Лимбург (герцогство, 1839—1867)
Герцогство Лимбург было создано из восточной части Лимбурга в результате Лондонского договора 1839 года. С юридической точки зрения оно являлось отдельным политическим субъектом, состоящим в личной унии с Нидерландским королевством и находящимся под его управлением. До 1868 года оно также являлось членом Германского союза.

## Образование
В результате французской оккупации в 1794 году древнее габсбургское герцогство Лимбург было расформировано и стало частью департамента Нижний Маас. После разгрома Наполеона в 1814 году бывшие департаменты Нижний Маас и Урт были объединены в Лимбург нового Объединённого королевства Нидерланды. Эта провинция занимала территорию гораздо большую, чем древнее герцогство Лимбург, и не всегда совпадающую с ней (сам город Лимбург оказался на территории провинции Льеж).
Во время Бельгийской революции 1830 года вся провинция, за исключением городов Маастрихт и Венло, оказалась в руках бельгийских повстанцев. По первому лондонскому договору 1830 года провинция была разделена на западную часть, отошедшую Бельгии, и восточную, отошедшую Нидерландам.
По Лондонскому договору территория провинции Люксембург была передана в состав Бельгии и выведена из Германского союза. Чтобы удовлетворить Пруссию, потерявшую после Венского конгресса (передавшего Нидерландам находившуюся на этой территории прусскую часть бывшего герцогства Гельдерн) доступ к Маасу, нидерландская провинция Лимбург с 5 сентября 1839 года стала членом Германского союза в качестве «Герцогства Лимбург» — государственного образования, находящегося в личной унии с Нидерландским королевством. При этом из него были исключены города Маастрихт и Венло, которые остались вне Германского союза, чтобы численность вошедшего в его состав населения не превысила численности бельгийской провинции Люксембург (150 тысяч человек).

## Ликвидация
Семинедельная война 1866 года привела к коллапсу Германского союза. Чтобы прояснить положение Великого герцогства Люксембург и Герцогства Лимбург, которые, являясь владениями Нидерландского короля, были также членами Германского союза, во втором лондонском договоре было записано, что как Люксембург, так и Лимбург являются составными частями Нидерландского королевства. Лимбург вошёл в состав Нидерландов в качестве провинции, а Люксембург присоединился к германскому таможенному союзу, членом которого оставался до 1 января 1919 года.
Термин «Герцогство Лимбург» продолжал использоваться в некоторых официальных ситуациях до февраля 1907 года.